# 후루베 겐타
후루베 겐타(일본어: 古部 健太, 1985년 11월 30일 ~ )는 일본의 전 축구 선수이다.

## 구단 경력
그는 2008년부터 2019년까지 J리그의 요코하마 F. 마리노스, 츠바이겐 가나자와, V-파렌 나가사키, 아비스파 후쿠오카, 몬테디오 야마가타에서 활동하였다.